# Tumara
Tumara (rusky Тумара, jakutsky Тумара) je východosibiřská řeka. Tumara je pravostranným přítokem Aldanu, posledním z mohutnějších přítoků před soutokem Aldanu s Lenou.

## Průběh toku
Pramení v horách Verchojanského pohoří, jedna ze zdrojnic se nazývá Nuora.